# Barleriola inermis
Barleriola inermis är en akantusväxtart som beskrevs av Ignatz Urban och Ekman. Barleriola inermis ingår i släktet Barleriola och familjen akantusväxter. Inga underarter finns listade i Catalogue of Life.